# Wistauda
Wistauda ist ein Ortsteil der Gemeinde Priestewitz im Landkreis Meißen in Sachsen. 

## Geografie und Verkehrsanbindung
Der Ort liegt südwestlich des Kernortes Priestewitz. Westlich erstreckt sich das Naturschutzgebiet Seußlitzer Grund. Westlich fließt die Elbe. Östlich verläuft die B 101. Eine Buslinie verbindet Wistauda unter anderem mit Großenhain und Priestewitz.
Der Seußlitzer Bach, ein rechter Zufluss der Elbe, hat zwischen Wistauda und Kmehlen seine Quelle.